# Bruine heggenmus
De bruine heggenmus (Prunella fulvescens) is een zangvogel uit de familie van heggenmussen (Prunellidae).

## Verspreiding en leefgebied
De soort telt vijf ondersoorten:
- P. f. fulvescens: van zuidoostelijk Kazachstan en westelijk China tot centraal Afghanistan en de westelijke Himalaya.
- P. f. dahurica: van oostelijk Kazachstan en het zuidelijke deel van Centraal-Rusland via Mongolië tot noordoostelijk China.
- P. f. dresseri: het westelijke deel van Centraal-China.
- P. f. nanshanica: het noordelijke deel van Centraal-en centraal China.
- P. f. khamensis: de centrale en oostelijke Himalaya, oostelijk Tibet en zuidwestelijk China.